# Marospetres község
Marospetres község (románul: Comuna Petriș) község Arad megyében, Romániában. Központja Marospetres, beosztott falvai Iltő, Maroshollód, Marosszeleste, Rósa, Óborsa.

## Népessége
A 2011-es népszámlálás adatai alapján a község népessége 1525 fő volt.